# Ove Grahn
Ove Grahn (9. května 1943, Norra Fågelås – 11. července 2007, Alingsås) byl švédský fotbalista, útočník. Zemřel 11. července 2007 ve věku 64 let na infarkt myokardu.

## Klubová kariéra
Hrál za IF Elfsborg, dále hrál ve Švýcarsku za Grasshopper Club Zürich, Lausanne Sports, znovu za Grasshopper Club Zürich a po návratu do vlasti za Örgryte IS. V roce 1973 byl nejlepším střelcem švýcarské ligy. V Poháru UEFA nastoupil v 11 utkáních a dal 3 góly.

## Reprezentační kariéra
Za reprezentaci Švédska nastoupil ve 45 utkáních a dal 10 gólů, startoval na Mistrovství světa ve fotbale 1970 a Mistrovství světa ve fotbale 1974.